# Command & Conquer: Red Alert 2
Command & Conquer: Red Alert 2, eller Red Alert 2, är uppföljaren till Red Alert. Än en gång får man spela som de allierade eller som Sovjetunionen. Spelets handling börjar med att Sovjet nu har uppfunnit ett sätt att styra människors hjärnor, och inleder med hjälp av denna upptäckt ett massivt överraskningsanfall mot Förenta staterna. När USA väl försöker slå tillbaka med kärnvapen svarar Sovjet genom att ta kontroll över de ansvariga för missilförsvaret och spränga stationen i luften med USA:s egna robotar. Sovjetunionen tar hjälp av vetenskapsmannen Yuri.

## Gameplay

### Lag
I Red Alert 2 multiplayer kan man spela som:
- Allierade:
  - USA (Fallskärmshoppare)
  - Frankrike (Grand Cannon, ett stort artilleri)
  - Tyskland (Pansarvärnskanonvagn, som gör mer skada mot pansarvagnar men mot infanteri är den värdelös)
  - Sydkorea (Black Eagle, flygplan med större förstörelse och mer liv än Harriern dock dyrare än Harrier som de andra allierade har)
  - Storbritannien (Krypskytt, effektiv mot soldater men inte mot fordon)
- Sovjetunionens allians:
  - Sovjetunionen (Tesla Tank, stridsvagn som är effektiv mot infanteri)
  - Libyen (Demolition Truck, en lastbil med taktiska kärnvapen)
  - Irak (Desolator, effektiv mot soldater men kan lätt bli eliminerad av fordon, kan inte förstöra byggnader. Den kan även ge ifrån sig en cirkel av stålning som skadar allt mark infanteri)
  - Kuba (Terrorist, självmordsbombare)

Deras specialvapen är inom parenteser.

### Supervapen
De olika faktionerna i spelet har tre olika så kallade Supervapen. Ett som är inriktat på förstörelse och ett som ger olika andra fördelar i strid, det tredje är ett universiellt supervapen som du kan sätt på valfri byggnad vilket resulterar i att den byggnaden blir immun mot all sorts skada under en kort stund all din energi blir dock röd under den tiden som byggnaden är immun.

#### Allierade
- Weather Control Device

En maskin som kan kontrollera vädret och som används för att framkalla lokala åskstormar som orsakar stor förödelse. Maskinen konstruerades av Albert Einstein.
- Chronosphere

En maskin som kan teleportera fordon och båtar från en plats till en annan. Infanteri tål inte detta utan dör direkt.

#### Sovjetunionens Allians
- Kärnvapensilo

En missilanläggning som avfyrar en atombomb, som exploderar, och sedan blir överlevande dödad av radioaktiviteten som varar ett ögonblick.
- Iron Curtain

Bildar en ogenomtränglig sköld som varar en kortare stund. Den kan endast appliceras på fordon och byggnader.

#### Yuri
- Psycic Dominator

Spränger fiendens byggnader i ett större område och alla enheter i mitten av området (9 grids) går över till spelarens sida.
- Genetic Mutator

Förvandlar allt infanteri inom ett område till Brutes (Hulken-liknande varelser) som kan kontrolleras av spelaren.

## Rollfigurer

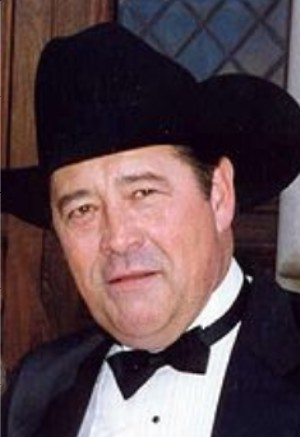
Barry Corbin spelar Genaral Carville i De allierades kampanj.

### De allierade
- President Michael Dugan - USA:s president, under spelet skyddas han de allierade under Sovjetunionens invasion. Spelas av Ray Wise
- Major General Ben Carville - Generalmajor från Texas som beordrar spelaren under kampanjerna. Spelas av Barry Corbin.
- Lieutenant Eva Lee - Löjtnant, hon meddelar spelaren under kampanjerna med viktig information. Spelas av Athena Massey
- Special Agent Tanya - Kommandosoldat som medverkade i föregångaren Red Alert och i uppföljaren Red Alert 3. Spelas av Kari Wührer.
- Professor Albert Einstein - Forskare som i förra spelet åkte tillbaka i tiden eliminerade Adolf Hitler. Einstein hjälper de allierade tack vare sin maskin Chronosphere som förflyttar enheter till stora avstånd och skapat en maskin som kan kontrollera vädret som kan användas som supervapen. Spelas av Larry Gelman.

### Sovjetunionen
- Premier Alexander Romanov - Sovjetunionens regeringschef som planerar att invadera USA. Spelas av Nicholas Worth.
- Yuri - Yuri är en fiktiv karaktär som medverkar i Command & Conquer: Red Alert 2 och i expansionen Command & Conquer: Yuri's Revenge. Han äger förmågan att kontrollera andra människors hjärnor. I Red Alert 2 arbetar Yuri på Sovjetunionens sida och skapar maskiner som kontrollera människor. I uppföljaren Yuri's Revenge har han lämnat Sovjetunionen och byggt egna arméer på en liten ö utanför nya Zeeland för att ta över världen. Yuri är född i Transsylvanien och har haft nära kontakter med Josef Stalin, som visas i Red Alert 2, tack vare hans telepatiska förmåga. Yuri spelas av Udo Kier och karaktären är baserad på Wolf Messing.
- General Vladimir - General som dyker upp i vissa uppdrag. Spelas av Adam Greggor.
- Lieutenant Zofia - Löjtnant som informerar spelaren i Sovjetkampanjen. Spelas av Aleksandra Kaniak.

## Mottagande
Spelet möttes av positiva recensioner av kritiker, några exempel:
- IGN: 9.3/10[3]
- GamePro: 4.4/5[4]
- Gamespot: 8.5/10[5]

## Expansionspaket

### Yuri's Revenge
Command & Conquer: Yuri's Revenge är ett expansionspaket till Red Alert 2 som släpptes år 2001. Där introduceras det helt nya laget "Yuri" som specialiserar sig på psykiska trick för att besegra sina motståndare. I expansionen finns det dessutom nya kampanjer för både de Allierade och Sovjet med sju uppdrag var. Spelet inleds i San Francisco där Yuri använder ett hemligt supervapen, samtidigt försöker de allierade att åka tillbaka i tiden för att hindra supervapnet att fungera.
Sovjetunionen hade dessutom en egen kommandosoldat som jämförs med de allierades Tanya. Han kallades Boris, och hans vapen var betydligt mer effektiv mot fordon, vilket gör honom svårare att eliminera. Men han kunde inte simma och när han attackerar byggnader kallar han på en luftattack. Tanya kunde simma och behövde bara gå in i byggnaden och spränga den i luften.

### Mottagande för Yuri's Revenge
Som i föregångaren möttes spelet också positiv kritik. IGN gav spelet betyget 8.6 av 10, spelets kampanjläge ansågs vara svagt gjort.